# Ernest Chapman
Ernest William Chapman (ur. 11 kwietnia 1926, zm. 21 marca 2013) – australijski wioślarz, brązowy medalista olimpijski.
Wystąpił na igrzyskach olimpijskich w Helsinkach w 1952 roku, gdzie Australijczycy w składzie: Bob Tinning, Ernest Chapman, Nimrod Greenwood, Mervyn Finlay, Edward Pain, Phil Cayzer, Tom Chessell, Dave Anderson i Geoff Willamson (sternik) zdobyli brązowy medal w ósemkach. W finale o 7,2 sekundy przegrali z osadą USA, a o 1,9 sekundy szybsza była osada ZSRR. Był to jego jedyny start olimpijski.
Po zakończeniu kariery został działaczem sportowym. W latach 1975-78 i 1979-95 był prezydentem Sydney Rowing Club. W 1989 roku został odznaczony Orderem Australii za zasługi dla sportu. 